# Nguyễn Hồng Sơn (thẩm phán)
Nguyễn Hồng Sơn (sinh ngày 19 tháng 5 năm 1955) là một thẩm phán và chính trị gia người Việt Nam. Ông là Chánh tòa cuối cùng của Tòa phúc thẩm Tòa án nhân dân tối cao tại thành phố Đà Nẵng, thành viên Hội đồng Thẩm phán Tòa án nhân dân tối cao, Chánh án Tòa án nhân dân tỉnh Quảng Ngãi. Ông từng là đại biểu Quốc hội Việt Nam khóa 12 nhiệm kì 2007-2011 thuộc đoàn đại biểu Quốc hội tỉnh Quảng Ngãi.

## Xuất thân
Ông sinh ngày 19 tháng 5 năm 1955, người dân tộc Kinh, không theo tôn giáo nào, quê quán ở xã Bình Thanh Tây, huyện Bình Sơn, tỉnh Quảng Ngãi.

## Giáo dục
Ông có trình độ học vấn là cử nhân luật, trình độ chính trị là cao cấp lí luận chính trị.

## Sự nghiệp
Ông gia nhập Đảng Cộng sản Việt Nam vào ngày 25/10/1982.
Từ 2007 đến 2011 ông là đại biểu Quốc hội Việt Nam khóa 12 thuộc đoàn đại biểu Quốc hội tỉnh Quảng Ngãi, đồng thời là Tỉnh ủy viên, Thẩm phán, Chánh án Tòa án nhân dân tỉnh Quảng Ngãi, Ủy viên Ủy ban Pháp luật của Quốc hội khóa 12.
Trước năm 2009, ông là Chánh án Tòa án nhân dân tỉnh Quảng Ngãi.
Ngày 18 tháng 8 năm 2009, ông được bổ nhiệm làm Phó chánh tòa Tòa phúc thẩm Tòa án nhân dân tối cao tại Đà Nẵng.
Tháng 7 năm 2010, ông được Ủy ban thường vụ Quốc hội bổ sung làm thành viên Hội đồng Thẩm phán Tòa án nhân dân tối cao.
Tháng 6 năm 2012 - tháng 2 năm 2015, ông là Chánh tòa Tòa phúc thẩm Tòa án nhân dân tối cao tại thành phố Đà Nẵng.
Từ ngày 1 tháng 6 năm 2015, Tòa phúc thẩm Tòa án nhân dân tối cao tại thành phố Đà Nẵng bị hủy bỏ, Tòa án nhân dân cấp cao tại thành phố Đà Nẵng được thành lập. Ông Nguyễn Anh Tiến, Chánh thanh tra Tòa án nhân dân tối cao được bổ nhiệm làm Chánh án Tòa án nhân dân cấp cao tại Đà Nẵng.

## Danh hiệu
- Huân chương Lao động hạng Nhất (được trao ngày 7/3/2016)[9]